# Apple Remote

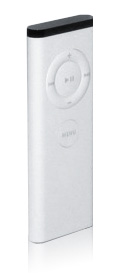
Apple Remote（初代）

Apple Remote（アップル・リモート）はiMac、Mac mini及びApple TVなど向けの赤外線通信を用いたリモートコントローラである。後継製品として2015年に主にBluetoothを用いるSiri Remoteが発売された。Siriが使えない一部の国ではSiri RemoteのことをApple TV Remoteという名称で販売している。

## 概要

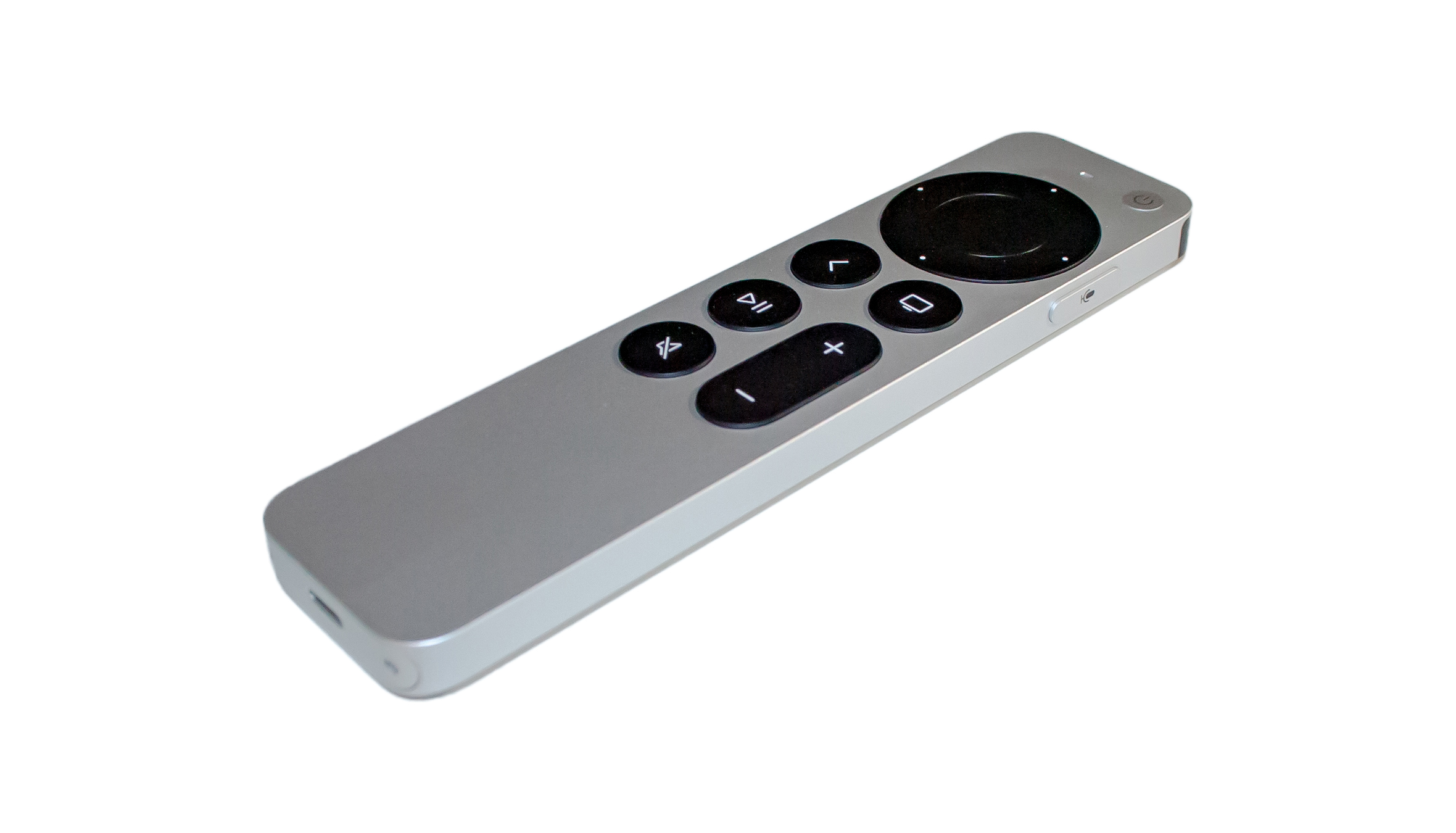
後継のSiri Remote (第2世代)

- 2005年10月12日に発表されたiMac G5 (iSight)[3]の付属品として発表される。
- 登場時以来iMacやMac mini, MacBookなどの本体に付属していたが、2009年現在は別売りとなっている。
- 2009年10月21日にプラスティック製からアルミニウム製にモデルチェンジした[4]。
- Macでは、Front RowによりiPodに似た感覚でDVDの視聴、音楽の再生、ビデオの視聴、写真の閲覧、またKeynoteなどの操作が出来る。
- Apple Remote対応のDockを使うことでiPodの操作にも利用できる。再生（もう一度押すと停止）・曲送り（長押しで早送り）・曲戻し（長押しで巻き戻し）・音量+・音量-ができるが、ブラウズは不可能。そのため、MENUボタンは操作に割り当てられていない。
- iPod Hi-FiでApple Remote対応Dockと同様にiPodの操作が可能。ただし、MENUの長押しでiPod・外部入力の切り替えが可能となっている。外部入力時にはApple Remoteから音量+・音量-と、再生・停止ボタンでミュートが可能（もう一度押すと解除）。

## ペアリング
複数のApple Remote対応機器が混在する場合は、ペアリングを行うことでApple Remoteと対応機器を紐付けすることができる。ペアリングは、Apple Remoteを対応機器の受光部に向け、10cm以内の距離に近づけて「曲送り」ボタンと「MENU」ボタンを5秒間長押しする。ペアリングに成功すると、Macの場合はディスプレイが暗くなり、中央に白い鎖のマークが大きく表示される。iPod Hi-Fiの場合はLEDが点滅する。一度ペアリングしたApple Remoteを他の機器とペアリングするには、あらかじめペアリングを解除する必要はなく、そのまま他の機器とペアリングするだけでよい。
意図的にペアリングを解除したい場合は、システム環境設定の「セキュリティ」パネルにて登録解除を行う。

## 対応機器

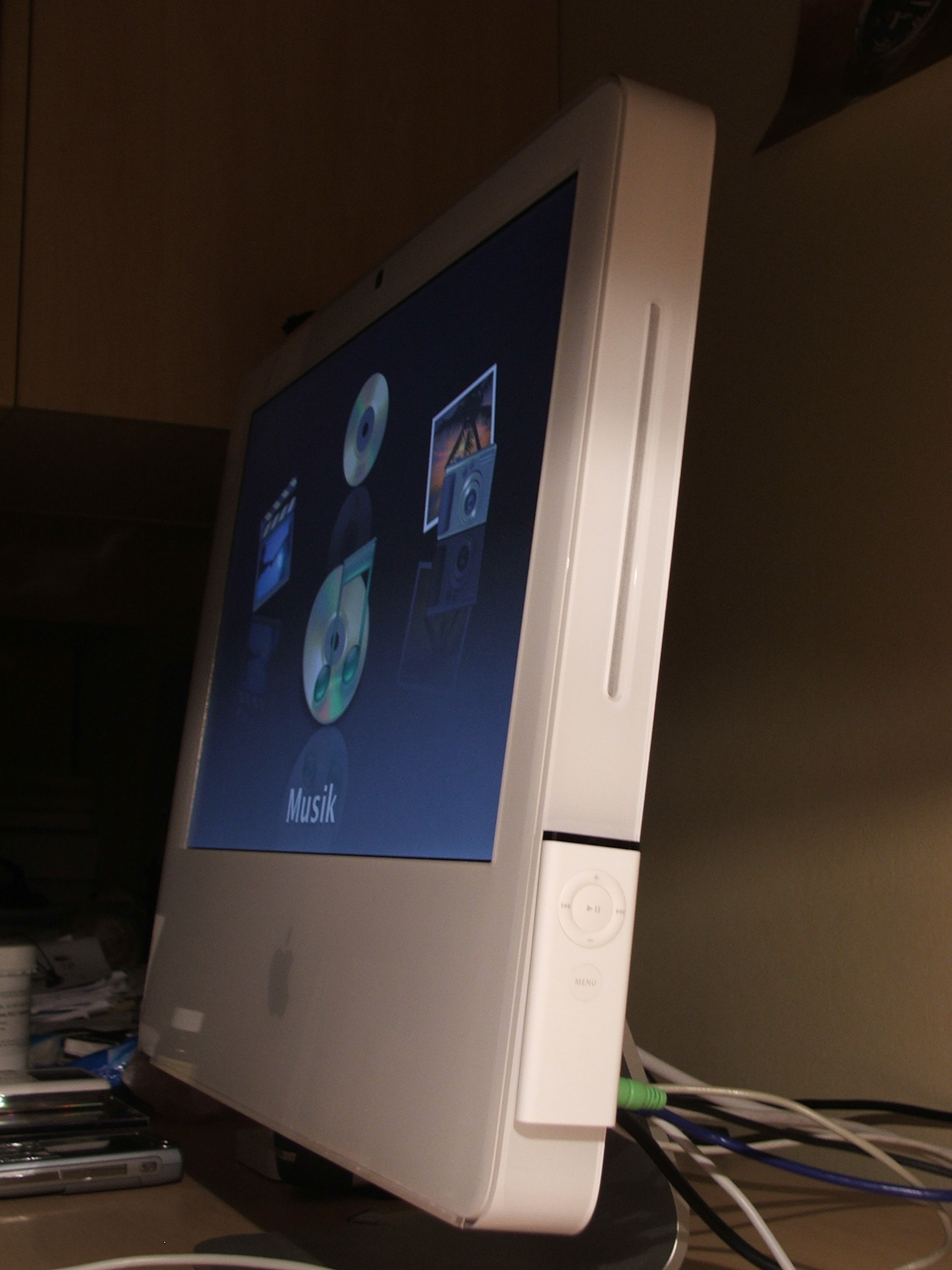
Apple Remoteが付属する旧iMacは、本体側面部に磁石が内蔵されており、Apple Remoteをくっつける事ができる。

- Apple TV

### 過去に対応していた機器
- iMac (Early 2006からEarly 2009まで)
- Mac mini (Early 2006からLate 2014まで)
- MacBook (Late 2006からLate 2008まで）
- MacBook Pro (Early 2006からMid 2012まで)

#### Apple Remote対応Dockが必須
- iPod
- iPod nano
- iPod mini
- iPod with video
- iPod Hi-Fi

## Apple Remoteと互換を持ったデバイス
携帯電話に付いている赤外線通信を利用して、携帯電話をApple Remoteのように操作することができる。Apple Remoteのように操作するには、iアプリなどを利用することで使用できる。